# 11 Dywizja Kawalerii (ZSRR)
11 Dywizja Kawalerii (ros. 11-я кавалерийская дивизия) – związek taktyczny kawalerii Armii Czerwonej.
Dywizja wzięła udział w kampanii wrześniowej w składzie  6 Korpusu Kawalerii. 

## Struktura organizacyjna
W 1939
- 6 pułk kawalerii
- 35 pułk kawalerii
- 100 pułk kawalerii
- 117 pułk kawalerii
- 31 pułk czołgów
- 17 dywizjon artylerii konnej
- 69 kompania przeciwlotnicza

## Dowódcy dywizji
- płk Piotr Fomienko (był w 1939)[3]